# United States Fleet Forces Command

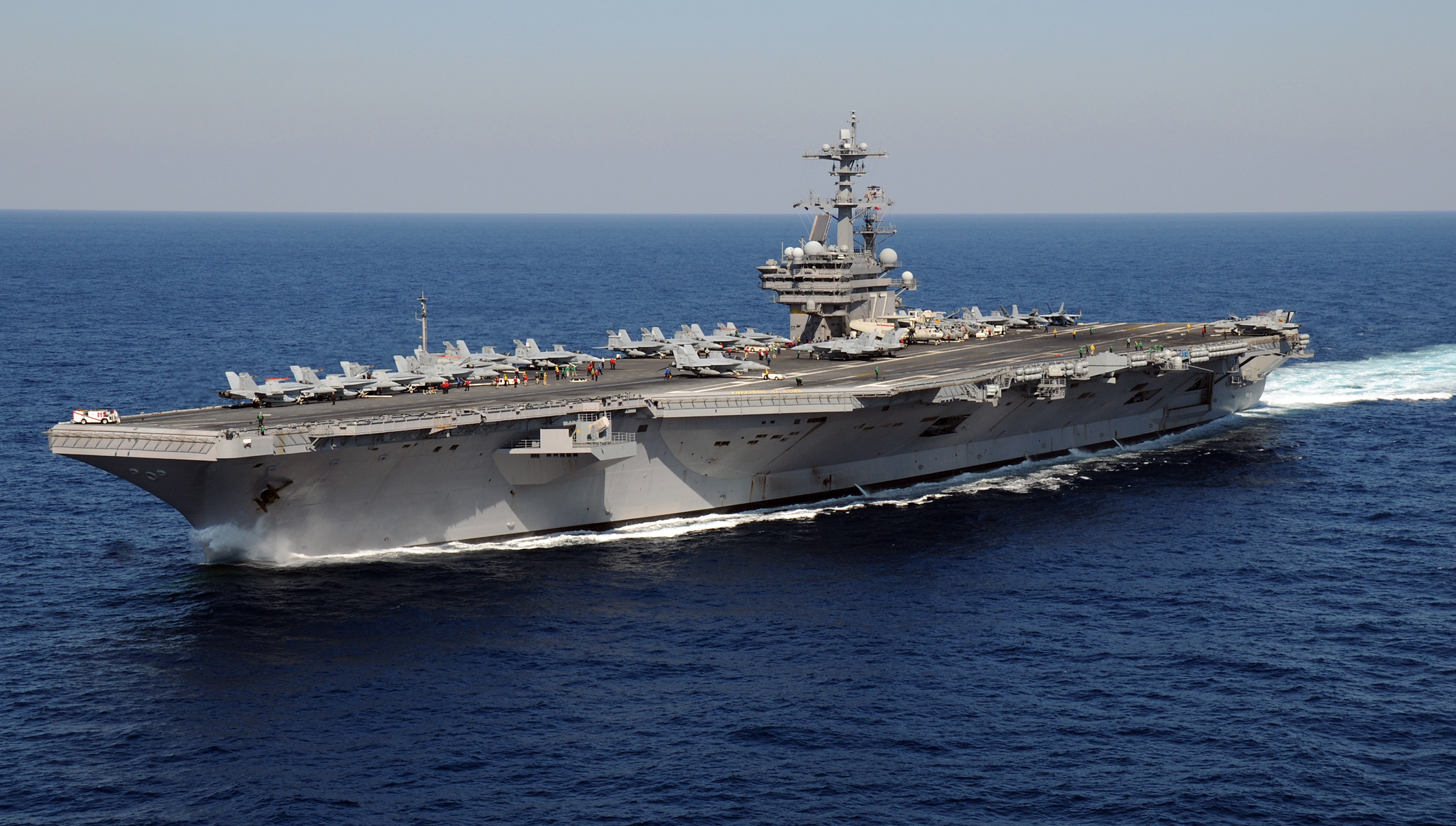
USS George H. W. Bush (CVN-77)

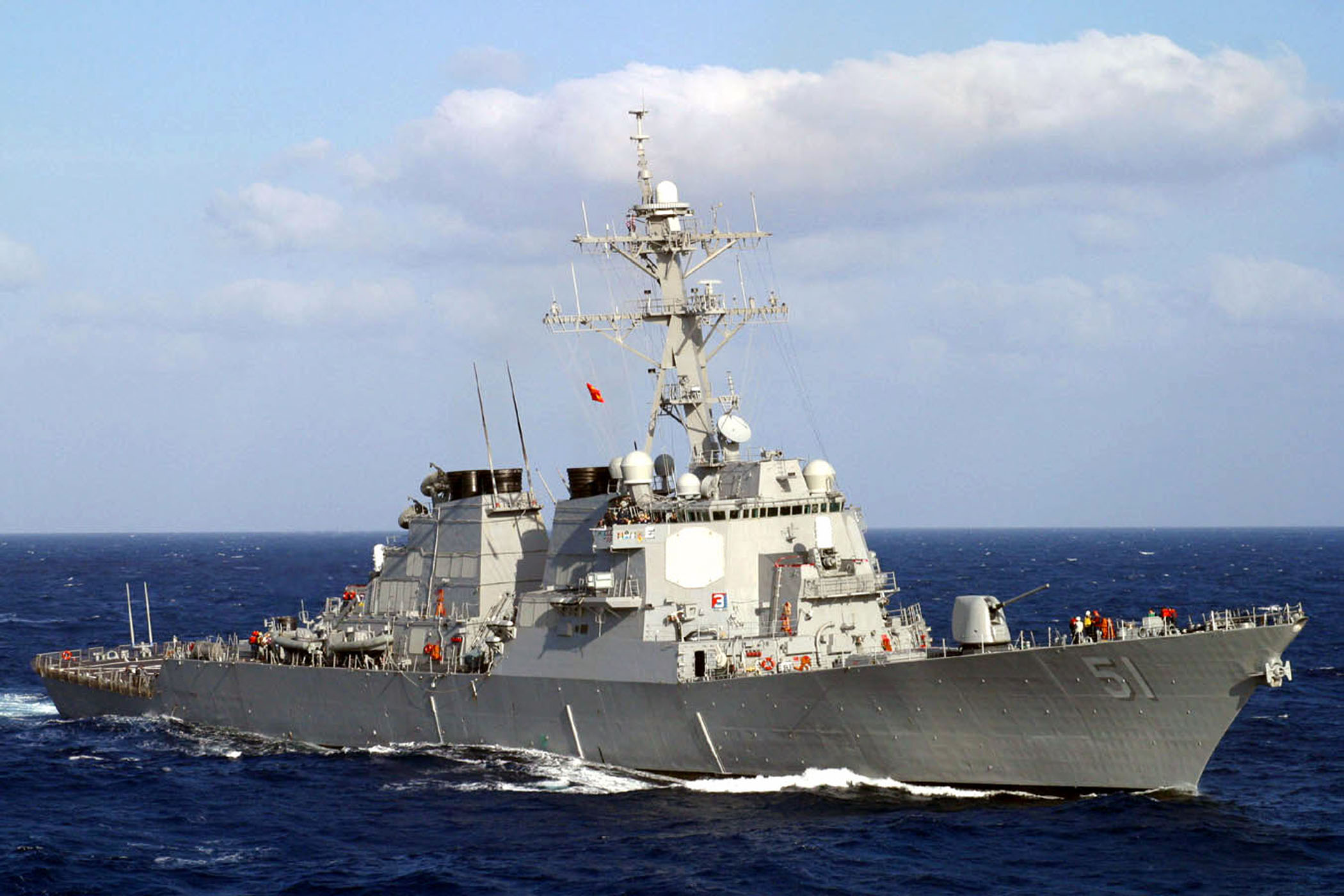
USS Arleigh Burke (DDG-51)

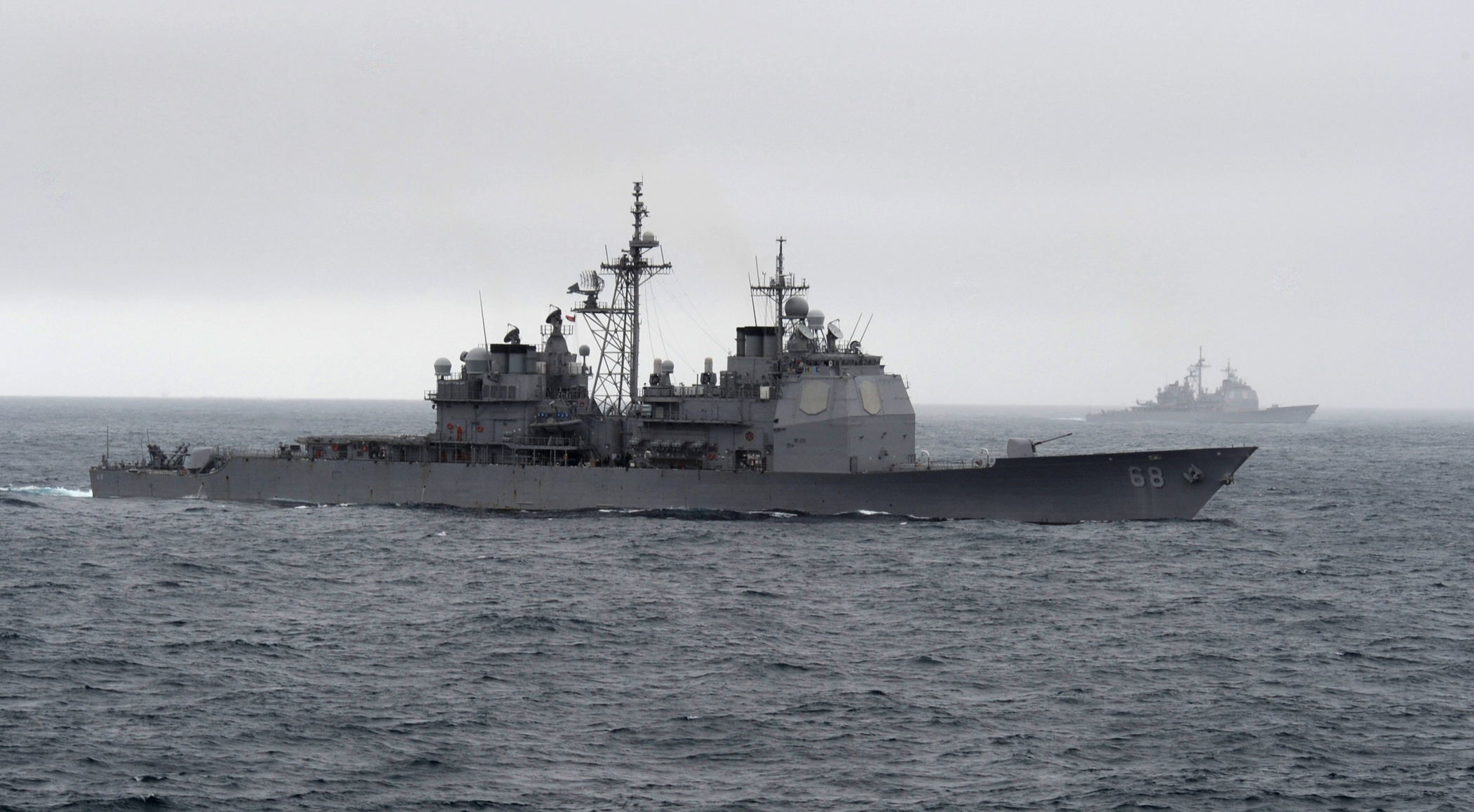
USS Anzio (CG-68)

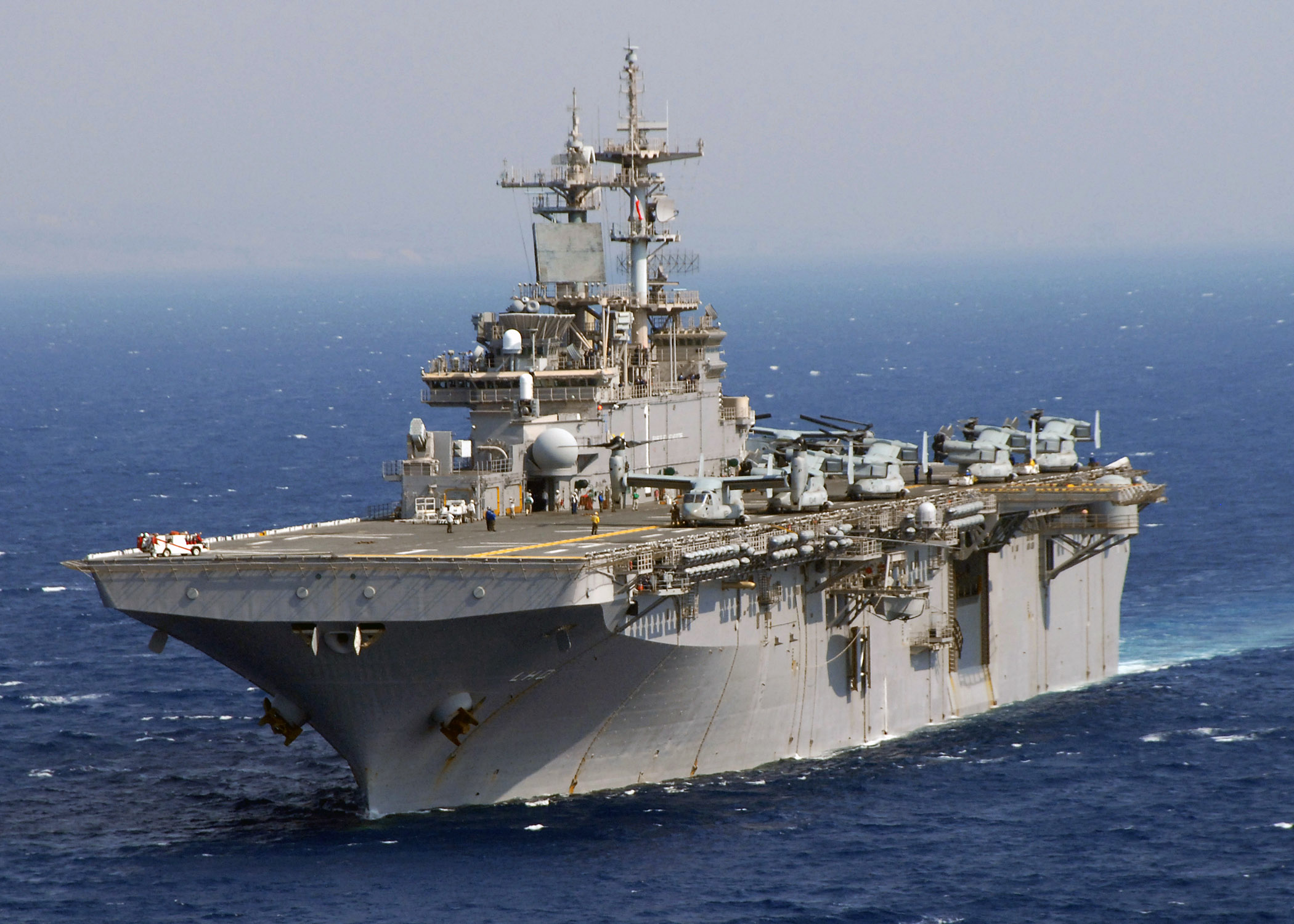
USS Wasp (LHD-1)

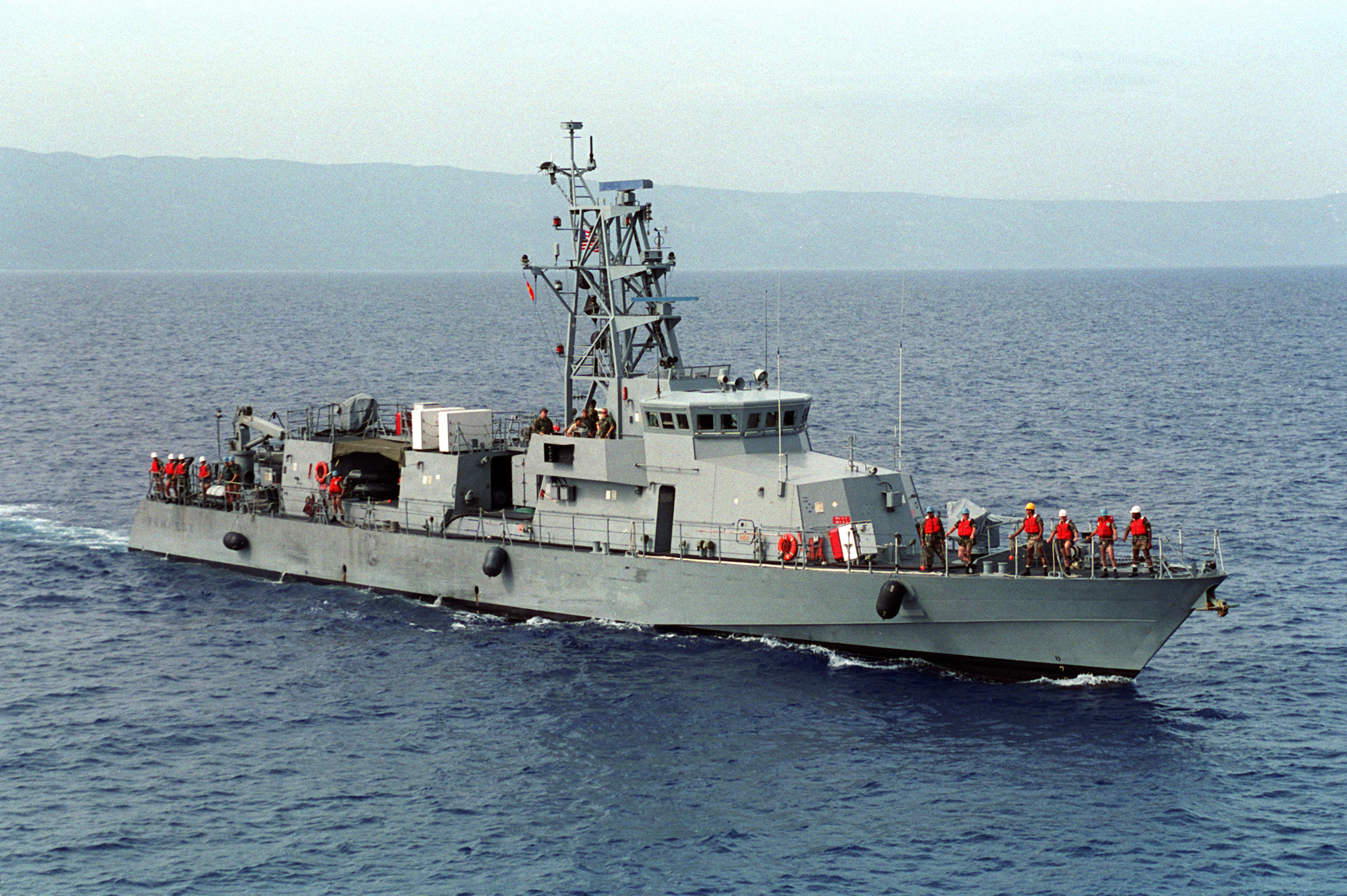
USS Tempest (PC-2)

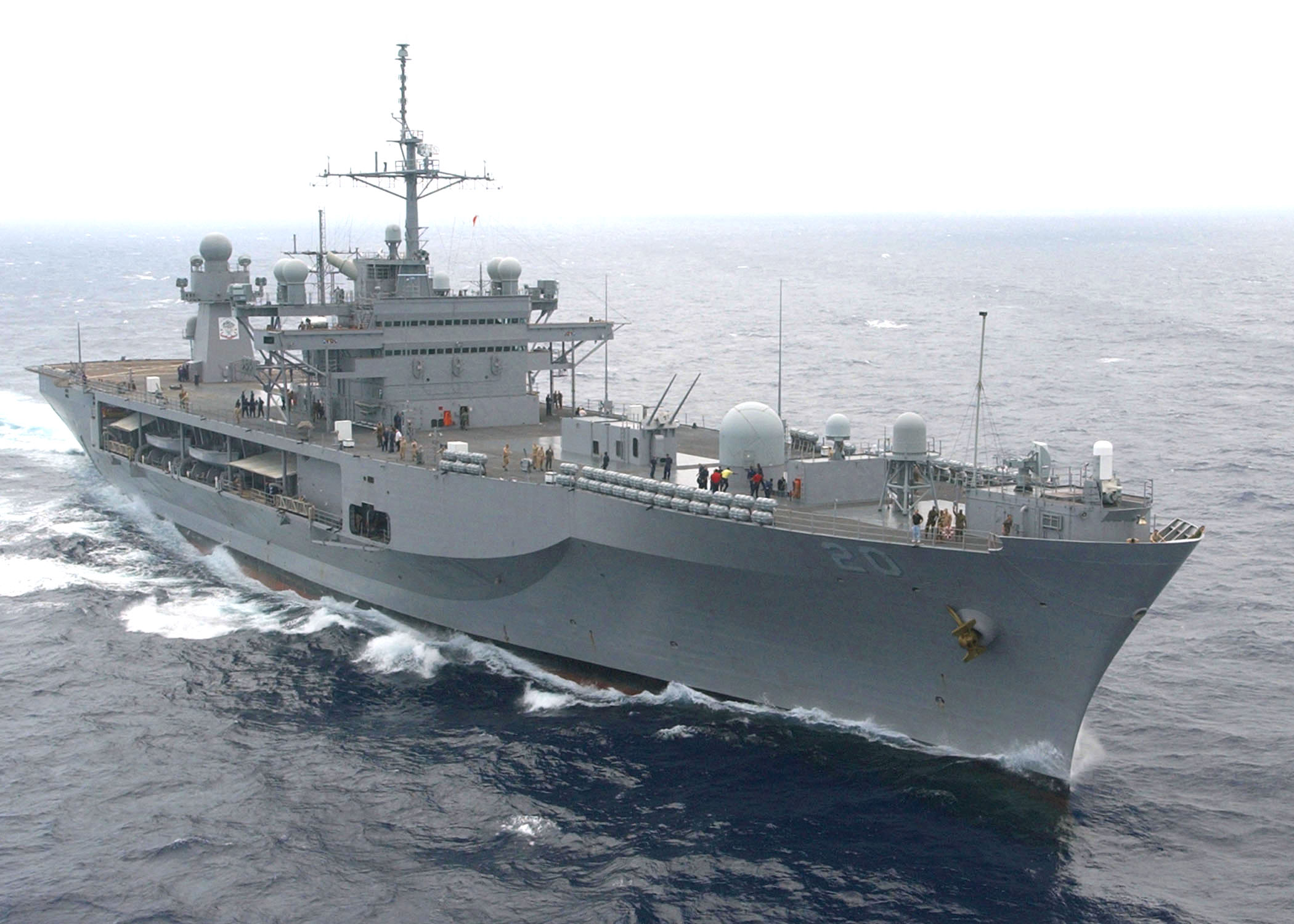
USS Mount Whitney (LCC-20)

Il comando delle forze di flotta degli Stati Uniti (COMUSFLTFORCOM) è una componente dell'U.S. Navy responsabile in fase addestrativa di tutte le sue unità navali di superficie, sottomarine e forze aeree navali ed operativamente di quelle dislocate nell'Oceano Atlantico e in parte dell'Oceano Indiano. Fornisce inoltre le forze navali al comando di teatro unificato dello U.S. Northern Command ed allo U.S. Strategic Command. Il quartier generale è situato presso la Base navale di Norfolk, in Virginia.

## Storia
In origine il comando fu costituito nel 1906 con il nome di Flotta dell'Atlantico degli Stati Uniti (CINCLANTFLT) dall'allora presidente americano Theodore Roosevelt. Il concetto di flotta nacque in seguito alla Guerra ispano-americana quando l'acquisizione di nuove basi militari nei Caraibi e nel Pacifico sarebbe stata ritenuta inutile se queste non fossero state protette adeguatamente.
Dal 1º febbraio 1991 al 17 febbraio 2000 il comandante in capo della Flotta atlantica ricoprì il ruolo di comandante della componente navale all'interno dello U.S. Southern Command, assumendo la responsabilità di tutte le operazioni navali nell'area di responsabilità dello USSOUTHCOM stesso. Successivamente queste responsabilità furono riassegnate al comandante delle U.S. Naval Forces Southern Command, assumendo i doveri di comandante della componente navale dello USSOUTHCOM. Tuttavia il comando non ha mai avuto forze navali assegnate in maniera permanente. Durante questo periodo, a partire dal 1º giugno 1992, il comandante della Flotta Atlantica divenne anche comandante della componente navale dello U.S. Strategic Command. Il 1 ottobre 2001 il capo delle operazioni navali istituì il Comando delle Forze di Flotta degli Stati Uniti come un nuovo comando responsabile del totale coordinamento delle due flotte dell'Atlantico e del Pacifico durante il loro ciclo addestrativo prima dello schieramento operativo. Il 23 maggio 2006, il COMLANFLT fu dismesso e tutte le sue missioni confluirono nel COMUSFLTFORCOM.

## Organizzazione
La Flotta è responsabile di tutte le unità navali ed aeree durante la fase di equipaggiamento ed addestramento, fino al loro schieramento operativo all'interno di una flotta numerata.
Ha inoltre l'autorità sui seguenti comandi:
- Comandi per tipo
  - Forza navale di superficie della Flotta dell'Atlantico
  - Forza sottomarina della Flotta dell'Atlantico
  - Forza Aerea Navale dell'Atlantico
- Navy Expeditionary Combat Command

## Comandi per tipo
I comandi per tipo hanno il controllo delle loro unità durante la fase iniziale e intermedia del ciclo di addestramento fino a quando queste non vengono trasferite ai comandi operativi di flotta.

### Forza navale di superficie della Flotta dell'Atlantico (NAVSURFLANT)
- 1 Nave comando USS Mount Whitney (LCC-20). Nave ammiraglia della Sesta Flotta - Base Gaeta, Italia;
- 1 Portaerei nucleare classe Gerald R. Ford, con relativo Stormo imbarcato;
- 3 Portaerei nucleari classe Nimitz, con relativi Stormi imbarcati;
- 8 Incrociatori lanciamissili AEGIS classe Ticonderoga;
- 32 Cacciatorpediniere lanciamissili AEGIS classe Arleigh Burke;
- 4 Navi d'assalto anfibio portaelicotteri con bacino allagabile classe Wasp;
- 5 Navi da trasporto anfibio con bacino allagabile classe San Antonio;
- 4 Navi da sbarco anfibio con bacino allagabile classe Whidbey Island;
- 2 Navi da sbarco anfibio con bacino allagabile classe Harpers Ferry;
- 10 Navi da combattimento costiero classe Freedom;
- 13 Pattugliatori classe Cyclon.

### Forza sottomarina della Flotta dell'Atlantico (SUBLANT)
- 9 Sottomarini d'attacco classe Los Angeles;
- 12 Sottomarini d'attacco classe Virginia;
- 6 Sottomarini lanciamissili balistici classe Ohio;
- 2 Sottomarini lanciamissili balistici classe Ohio modificata.

### Forza Aerea Navale della Flotta dell'Atlantico (AIRLANT)
- 15 Squadron Caccia e Attacco equipaggiati con Boeing F/A-18 Super Hornet
- 10 Squadron di pattugliamento e ricognizione equipaggiati con Boeing P-8 Poseidon
- 7 Squadron elicotteri da supporto equipaggiati con Sikorsky MH-60S Seahawk
- 8 Squadron elicotteri d'attacco equipaggiati con Sikorsky MH-60R Seahawk
- 1 Squadron elicotteri da supporto equipaggiati con Sikorsky HH-60H Seahawk
- 1 Squadron di supporto logistico equipaggiato con C-20D Gulfstream III
- 1 Squadron di supporto logistico equipaggiato con C-20G Gulfstream IV
- 5 Squadron da trasporto equipaggiati con Lockheed C-130T Hercules
- 5 Squadron di supporto logistico equipaggiati con Boeing C-40 Clipper
- 2 Squadron elicotteri cacciamine equipaggiati con Sikorsky MH-53E Sea Dragon
- 1 Squadron di guerra elettronica equipaggiato con Boeing E/A-18G Growler

## Comandi operativi
Le unità navali di superficie e sottomarine e le squadriglie aeree sono suddivise in gruppi d'attacco che vengono assegnati periodicamente in funzione della loro zona delle operazioni alle quattro flotte numerate che si dividono l'area di responsabilità del Comando delle forze di Flotta:
 Seconda Flotta
 Comando meridionale delle forze navali degli Stati Uniti / Quarta Flotta
 Comando centrale delle forze navali degli Stati Uniti / Quinta Flotta
 Comando delle forze navali degli Stati Uniti in Europa ed Africa / Sesta Flotta

### Task Force 80(CTF-80) - Base Norfolk, Virginia

#### Carrier Strike Group 2 (COMCARSTRKGRU two) - Base Norfolk, Virginia
- USS Dwight D. Eisenhower (CVN-69)[2].
- USS Philippine Sea (CG-58)
- Destroyer Squadron 22 (COMDESRON twentytwo) - Base Norfolk, Virginia
  -  USS Laboon (DDG-58)
  -  USS Carney (DDG-64)
  -  USS Mason (DDG-87)
  -  USS Gravely (DDG-107)
- Carrier Air Wing Three (CVW-3), codice AC. Imbarcato sulla USS Dwight D. Eisenhower.

| Squadron     | Insegna | Aereo impiegato               | Numero | Profilo CAG | Profilo |
| ------------ | ------- | ----------------------------- | ------ | ----------- | ------- |
| VFA-32       |         | F/A-18F Super Hornet          | 11     |             |         |
| VFA-34       |         | F/A-18E Super Hornet          | 11     |             |         |
| VAQ-130      |         | Boeing E/A-18G Growler        | 5      |             |         |
| VAW-123      |         | Northrop Grumman E-2C Hawkeye | 5      |             |         |
| VRC-40 Det.1 |         | Grumman C-2 Greyhound         | 2      |             |         |
| HSC-7        |         | Sikorsky MH-60S Seahawk       | 9      |             |         |
| HSM-74       |         | Sikorsky MH-60R Seahawk       | 10     |             |         |

#### Carrier Strike Group 4 (COMCARSTRKGRU four) - Base Norfolk, Virginia
- Expeditionary Warfare Training Group Atlantic
- Tactical Training Group Atlantic

#### Carrier Strike Group 8 (COMCARSTRKGRU eight) - Base Norfolk, Virginia
- USS Harry S. Truman (CVN-75)[3].
- USS Vicksburg (CG-69)
- Destroyer Squadron 28 (COMDESRON twenty eight) - Base Norfolk, Virginia
  -  USS Gonzalez (DDG-66)
  -  USS Cole (DDG-67)
  -  USS Bainbridge (DDG-96)
  -  USS Forrest Sherman (DDG-98)
  -  USS Farragut (DDG-99)
- Carrier Air Wing One (CVW-1), codice AB. Imbarcato sulla USS Harry S. Truman.

| Squadron     | Insegna | Aereo impiegato               | Numero | Profilo CAG | Profilo |
| ------------ | ------- | ----------------------------- | ------ | ----------- | ------- |
| VFA-11       |         | F/A-18F Super Hornet          | 11     |             |         |
| VFA-143      |         | F/A-18E Super Hornet          | 11     |             |         |
| VFA-81       |         | F/A-18E Super Hornet          | 11     |             |         |
| VFA-136      |         | F/A-18E Super Hornet          | 11     |             |         |
| VAQ-144      |         | Boeing E/A-18G Growler        | 5      |             |         |
| VAW-126      |         | Northrop Grumman E-2C Hawkeye | 5      |             |         |
| VRC-40 Det.4 |         | Grumman C-2 Greyhound         | 2      |             |         |
| HSC-11       |         | Sikorsky MH-60S Seahawk       | 9      |             |         |
| HSM-72       |         | Sikorsky MH-60R Seahawk       | 10     |             |         |

#### Carrier Strike Group 10 (COMCARSTRKGRU ten) - Base Norfolk, Virginia
- USS George H. W. Bush (CVN-77)[4].
- USS Leyte Gulf (CG-55)
- Destroyer Squadron 26 (COMDESRON twenty six) - Base Norfolk, Virginia
  -  USS Stout (DDG-55)
  -  USS McFaul (DDG-74)
  -  USS Oscar Austin (DDG-79)
  -  USS James E. Williams (DDG-95)
  -  USS Truxtun (DDG-103)
- Carrier Air Wing Seven (CVW-7), codice AG - Base Norfolk, Virginia. Imbarcato sulla USS George H. W. Bush (CVN-77)

| Squadron     | Insegna | Aereo impiegato               | Numero | Profilo CAG | Profilo |
| ------------ | ------- | ----------------------------- | ------ | ----------- | ------- |
| VFA-103      |         | F/A-18F Super Hornet          | 11     |             |         |
| VFA-83       |         | F/A-18E Super Hornet          | 11     |             |         |
| VFA-131      |         | F/A-18E Super Hornet          | 11     |             |         |
| VFA-105      |         | F/A-18E Super Hornet          | 11     |             |         |
| VAQ-140      |         | Boeing E/A-18G Growler        | 5      |             |         |
| VAW-121      |         | Northrop Grumman E-2C Hawkeye | 5      |             |         |
| VRC-40 Det.3 |         | Grumman C-2 Greyhound         | 2      |             |         |
| HSC-5        |         | Sikorsky MH-60S Seahawk       | 9      |             |         |
| HSM-46       |         | Sikorsky MH-60R Seahawk       | 10     |             |         |

#### Carrier Strike Group 12 (COMCARSTRKGRU twelve) - Base Norfolk, Virginia
- USS Gerald R. Ford (CVN-78)
- USS Normandy (CG-60)
- USS Gettysburg (CG-64)
- Destroyer Squadron 2 (COMDESRON two) - Base Norfolk, Virginia
  -  USS Mitscher (DDG-57)
  -  USS Ramage (DDG-61)
  -  USS Ross (DDG-71)
  -  USS Mahan (DDG-72)
  -  USS Nitze (DDG-94)
- Carrier Air Wing Eight (CVW-8), codice AJ. Imbarcato sulla USS Gerald R. Ford (CVN-78).

| Squadron     | Insegna | Aereo impiegato               | Numero | Profilo cag | Profilo |
| ------------ | ------- | ----------------------------- | ------ | ----------- | ------- |
| VFA-37       |         | F/A-18E Super Hornet          | 11     |             |         |
| VFA-213      |         | F/A-18F Super Hornet          | 11     |             |         |
| VFA-31       |         | F/A-18E Super Hornet          | 11     |             |         |
| VFA-87       |         | F/A-18E Super Hornet          | 11     |             |         |
| VAQ-142      |         | Boeing E/A-18G Growler        | 5      |             |         |
| VAW-124      |         | Northrop Grumman E-2C Hawkeye | 5      |             |         |
| VRC-40 Det.2 |         | Grumman C-2 Greyhound         | 2      |             |         |
| HSC-9        |         | Sikorsky MH-60S Seahawk       | 9      |             |         |
| HSM-70       |         | Sikorsky MH-60R Seahawk       | 10     |             |         |

### Expeditionary Strike Group 2 (COMEXPSTRKGRU two) - Base Norfolk, Virginia
- Wasp Amphibious Ready Group[5]
  -  USS Wasp (LHD-1)
    - Aviation Combat Element
      - VMM-365 (REINFORCED) - Equipaggiato con Bell Boeing V-22 Osprey

  - Amphibious Squadron 4 (COMPHIBRON four) - Base Mayport, Florida. 
    -  USS New York (LPD-21)
    -  USS Oak Hill (LSD-51)

  - 24th Marine Expeditionary Unit (24th MEU), imbarcata a bordo delle unità.
- Bataan Amphibious Ready Group
  -  USS Bataan (LHD-5)
    - Aviation Combat Element 
      - Squadron VMM-162 (REINFORCED) - Equipaggiato con Bell Boeing V-22 Osprey

  - Amphibious Squadron 8 (COMPHIBRON eight) - Base Norfolk, Virginia. 
    -  USS Mesa Verde (LPD-19)
    -  USS Carter Hall (LSD-50)

  - 26th Marine Expeditionary Unit (26th MEU), imbarcata a bordo delle unità.
- Iwo Jima Amphibious Ready Group
  -  USS Iwo Jima (LHD-7)
    - Aviation Combat Element
      - Squadron VMM-263 (REINFORCED) - Equipaggiato con Bell Boeing V-22 Osprey
      - Squadron HSC-26 Detachment - Equipaggiato con Sikorsky MH-60S Seahawk
      - Squadron VMA-223 Detachment - Equipaggiato con AV-8B Harrier

    -  USS San Antonio (LPD-17)
    -  USS Fort Lauderdale (LPD-28)

  - 22nd Marine Expeditionary Unit (22nd MEU), imbarcata a bordo delle unità.
- Naval Beach Group 2
  - Assault Craft Unit 2 - Responsabile degli LCU
  - Assault Craft Unit 4 - Responsabile degli LCAC
  - Beach Master Unit 2 - Equipaggiata con Light Amphibious Recovery Craft.
  - Amphibious Construction Battalion 2
- Tactical Air Control Squadron Two One (TACRON 21)
- Tactical Air Control Squadron Two Two (TACRON 22)
- Fleet Surgeon Team Two (FLTSURGTEAM 2)
- Fleet Surgeon Team Four (FLTSURGTEAM 4)
- Fleet Surgeon Team Six (FLTSURGTEAM 6)
- Fleet Surgeon Team Eight (FLTSURGTEAM 8)
- Amphibious Squadron 6 (COMPHIBRON six) - Base Norfolk, Virginia.
- USS Kearsarge (LHD-3)
- USS Arlington (LPD-24)
- USS Whidbey Island (LSD-41)
- USS Fort McHenry (LSD-43)
- USS Gunston Hall (LSD-44)
- USS Tortuga (LSD-46)

### Naval Surface Force, Atlantic (NSL)
- Destroyer Squadron 60 (COMDESRON sixty) - Assegnato permanentemente alla Sesta Flotta - Base Napoli, Italia
  -  USS Arleigh Burke (DDG-51)
  -  USS Porter (DDG-78)
  -  USS Bulkeley (DDG-84)
  -  USS Paul Ignatius (DDG-117)
- Naval Surface Squadron 14 (COMNAVSURFRON fourteen) - Base Norfolk, Virginia
  -  USS The Sullivans (DDG-68)
  -  USS Donald Cook (DDG-75)
  -  USS Roosevelt (DDG-80)
  -  USS Winston S. Churchill (DDG-81)
  -  USS Lassen (DDG-82)
  -  USS Jason Dunham (DDG-109)
  -  USS Thomas Hudner (DDG-116)
  -  USS Delbert D. Black (DDG-119)
  - USS Zephyr (PC-8)
  - USS Shamal (PC-13)
  - USS Tornado (PC-14)
- Naval Surface Squadron 5 (NAVSURFRON FIVE) - Base Manama, Bahrein
  - USS Sentry (MCM-3)
  - USS Devastator (MCM-6)
  - USS Gladiator (MCM-11)
  - USS Dextrous (MCM-13)
  - USS Tempest (PC-2)
  - USS Hurricane (PC-3)
  - USS Monsoon (PC-4)
  - USS Typhoon (PC-5)
  - USS Sirocco (PC-6)
  - USS Squall (PC-7)
  - USS Chinook (PC-9)
  - USS Firebolt (PC-10)
  - USS Whirlwind (PC-11)
  - USS Thunderbolt (PC-12)
- Littoral Combat Ship Squadron 2 (COMLCSRON two) - Base Norfolk, Virginia
  - Mine Division 22
    - USS Wichita (LCS-13)
    - USS Billings (LCS-15)
    - USS Indianapolis (LCS-17)
    - USS St.Louis (LCS-19)
    - USS Minneapolis St.Paul (LCS-21)
    - USS Cooperstown (LCS-23)
    - USS Marinette (LCS-25)
    - USS Nantucket (LCS-27)
    - USS Beloit (LCS-29)
    - USS Cleveland (LCS-31)

### Submarine Force, Atlantic (SUBFOR)
- Submarine Squadron 2 (COMSUBRON two) - Base Groton, Connecticut
  -  USS Virginia (SSN-774)
  -  USS Texas (SSN-775)
- Submarine Squadron 4 (COMSUBRON four) - Base Groton, Connecticut
  -  USS Newport News (SSN-750)
  -  USS Albany (SSN-753)
  -  USS North Dakota (SSN-784)
  -  USS Colorado (SSN-788)
  -  USS Indiana (SSN-789)
  -  USS South Dakota (SSN-790)
- Submarine Squadron 12 (COMSUBRON twelve) - Base Groton, Connecticut
  -  USS San Juan (SSN-751)
  -  USS Hartford (SSN-768)
  -  USS California (SSN-781)
  -  USS Delaware (SSN-791)
- Submarine Squadron 6 (COMSUBRON six) - Base Norfolk, Virginia
  -  USS Helena (SSN-725)
  -  USS Pasadena (SSN-752)
  -  USS New Hampshire (SSN-778)
  -  USS New Mexico (SSN-779)
  -  USS John Warner (SSN 785)
  -  USS Washington (SSN 787)
- Submarine Squadron 8 (COMSUBRON eight) - Base Norfolk, Virginia
  -  USS Boise (SSN-764)
  -  USS Montpelier (SSN-765)
  -  USS Toledo (SSN-769)
- Submarine Group 10 (COMSUBGRU ten) - Kings Bay Base, Georgia
  - Submarine Squadron 16 (COMSUBRON sixteen) 
    -  USS Florida (SSGN-728)
    -  USS Georgia (SSGN-729)

  - Submarine Squadron 20 (COMSUBRON twenty)
    -  USS Alaska (SSBN-732)
    -  USS Tennessee (SSBN-734)
    -  USS West Virginia (SSBN-736)
    -  USS Maryland (SSBN-738)
    -  USS Rhode Island (SSBN-740)
    -  USS Wyoming (SSBN-742)

### Naval Air Force, Atlantic (AIRLANT)

#### Naval Air Training (CNATRA), Base NAS Corpus Christi, Texas
- Training Air Wing One, codice A, Base NAS Meridian, Mississippi
  -  Squadron VT-7 - Equipaggiato con T-45C Goshawk
  -  Squadron VT-9 - Equipaggiato con T-45C Goshawk
- Training Air Wing Two, codice B, Base NAS Kingsville, Texas
  -  Squadron VT-21 - Equipaggiato con T-45C Goshawk
  -  Squadron VT-22 - Equipaggiato con T-45C Goshawk
- Training Air Wing Four, codice G, Base NAS Corpus Christi, Texas
  -  Squadron VT-27 - Equipaggiato con T-6B Texan
  -  Squadron VT-28 - Equipaggiato con T-6B Texan
  -  Squadron VT-31 - Equipaggiato con T-44C Pegasus
  -  Squadron VT-35 - Equipaggiato con T-44C Pegasus
- Training Air Wing Five, codice E, Base NAS Whiting Field, Florida
  -  Squadron VT-2 - Equipaggiato con T-6B Texan
  -  Squadron VT-3 - Equipaggiato con T-6B Texan
  -  Squadron VT-6 - Equipaggiato con T-6B Texan
  -  Squadron HT-8 - Equipaggiato con TH-57B/C Sea Ranger
  - Squadron HT-18 - Equipaggiato con TH-57B/C Sea Ranger
  -  Squadron HT-28 - Equipaggiato con TH-57B/C Sea Ranger
- Training Air Wing Six, codice F, Base NAS Pensacola, Florida
  -  Squadron VT-4 - Simulatori
  -  Squadron VT-10 - Equipaggiato con T-6A Texan
  -  Squadron VT-86 - Equipaggiato con T-45C Goshawk

#### Strike Fighter Wing Atlantic (STRKFIGHTWINGLANT) - Base NAS Oceana, Virginia
- Oltre ai 15 squadron d'attacco (VFA) assegnati ai 4 Carrier Air Wings (CVW), lo stormo controlla:
  -   Fleet Replacement Squadron VFA-106, codice AD - Addestramento avanzato equipaggiato con tutte le varianti dell'F/A-18 Hornet.

#### Patrol and Reconnaissance Group (PATRECONGRU) - Base NAS Jacksonville, Florida
- Fleet Replacement Squadron VP-30, codice LL - Equipaggiato con 18 Boeing P-8 Poseidon e 4 Lochkeed P-3C Orion
- Maritime Patrol and Reconnaissance Weapons School (MPRWS)
- Patrol and Reconnaissance Wing eleven (CPRW-11)
  - Tactical Operations Control Squadron eleven (TOCRON-11)
    - Mobile Tactical Operations Detachment one (MTOD-1)
    - Mobile Tactical Operations Detachment three (MTOD-3)
    - Mobile Tactical Operations Detachment five (MTOD-5)
    - Mobile Tactical Operations Detachment seven (MTOD-7)
    - Mobile Tactical Operations Detachment nine (MTOD-9)
    - Mobile Tactical Operations Detachment eleven (MTOD-11)

  -  Squadron VP-5, codice LA - Equipaggiato con Boeing P-8 Poseidon
  -  Squadron VP-8, codice LC - Equipaggiato con Boeing P-8 Poseidon
  -  Squadron VP-10, codice LD - Equipaggiato con Boeing P-8 Poseidon
  -  Squadron VP-16, codice LF - Equipaggiato con Boeing P-8 Poseidon
  -  Squadron VP-26, codice LK - Equipaggiato con Boeing P-8 Poseidon
  -  Squadron VP-45, codice LN - Equipaggiato con Boeing P-8 Poseidon
  -  Squadron VPU-2 - Equipaggiato con 5 Boeing P-8 Poseidon
    - Detachment, MCAS Kaneohe Bay, Hawaii

  -   Unmanned Patrol Squadron VUP-19, codice PE - Equipaggiato con MQ-4C Triton
    - Detachment Mayport, Florida
    - Detachment 7 LRE

#### Helicopter Support Wing Atlantic (HELSEACOMBATWINGLANT) - Base NAS Norfolk, Virginia
- Oltre ai 4 squadron di supporto elicotteristico (HSC) assegnati ai 4 Carrier Air Wings (CVW), lo stormo controlla due squadron di supporto,  i cui velivoli sono imbarcati sulle varie navi d'attacco della flotta, uno squadron di elicotteri cacciamine ed uno di addestramento avanzato:
  -   Squadron HSC-26, codice HW - Equipaggiato con Sikorsky MH-60S Seahawk
  -   Squadron HSC-28, codice BR - Equipaggiato con Sikorsky MH-60S Seahawk
  -  Fleet Replacement Squadron HSC-2, codice HU, di addestramento avanzato equipaggiato con Sikorsky MH-60S Seahawk
  -  Squadron HM-15, codice TB - Equipaggiato con Sikorsky MH-53E Sea Dragon
  -  Fleet Replacement Squadron HM-12, codice AN - di addestramento avanzato equipaggiato con Sikorsky MH-53E Sea Dragon
  - Helicopter Sea Combat Weapons School Atlantic
  -  Station Search and Rescue Key West, codice 7Q - Equipaggiato con 3 Sikorsky MH-60S Seahawk

#### Helicopter Maritime Strike Wing Atlantic (HELMARSTRIKEWINGLANT) - Base NAS Jacksonville, Florida
- Oltre ai 4 squadron d'attacco marittimo elicotteristico (HSM) assegnati ai 4 Carrier Air Wings (CVW), lo stormo controlla tre squadron i cui velivoli sono imbarcati sulle varie navi d'attacco della flotta, ed uno di addestramento avanzato:
  -  Squadron HSM-79 Griffins, codice HG - Equipaggiato con Sikorsky MH-60R Seahawk . Base Rota, Spagna
  -  Squadron HSM-48 Vipers, codice HR - Equipaggiato con Sikorsky MH-60R Seahawk
  -  Squadron HSM-50  Valkyries, codice HV - Equipaggiato con Sikorsky MH-60R Seahawk
  -  Fleet Replacement Squadron HSM-40 Airwolves, codice HK, di addestramento avanzato equipaggiato con Sikorsky MH-60R Seahawk
    - Detachment, AIRLANT Search and Rescue Evaluation Unit

  - Helicopter Maritime Strike Weapons School Atlantic

### Navy Air Force Reserve
- Maritime Support Wing (MARSUPWING)
  -  Squadron VP-62, codice LT - Equipaggiato con Boeing P-8 Poseidon - Base Mayport, Florida
  -  Squadron VP-69, codice PJ - Equipaggiato con Boeing P-8 Poseidon - Base Whidbey Island, Washington
  -  Squadron HSC-85, codice NW  - Equipaggiato con Sikorsky HH-60H Seahawk - Base North Island, California
  -  Squadron HSM-60, codice NW  - Equipaggiato con Sikorsky MH-60R Seahawk - Base Mayport, Florida
- Fleet Logistics Support Wing (FLTLOGSUPWING) 
  - Squadron VR-1  - Equipaggiato con C-20D Gulfstream III
  -  Squadron VR-51, codice RG - Equipaggiato con 2 Boeing C-40 Clipper - Base Kanehoe Bay, Hawaii
  - Squadron VR-53, codice AX - Equipaggiato con Lockheed C-130T Hercules
  -  Squadron VR-54, codice CW - Equipaggiato con Lockheed C-130T Hercules e Lockheed KC-130T Hercules - Base New Orleans, Louisiana
  -  Squadron VR-55, codice RU - Equipaggiato con Lockheed KC-130T Hercules - Base Point Mugu, California
  -  Squadron VR-56, codice JU - Equipaggiato con 3 Boeing C-40 Clipper
  -  Squadron VR-57, codice RX - Equipaggiato con 3 Boeing C-40 Clipper - Base North Island, California
  - Squadron VR-58, codice JV - Equipaggiato con 3 Boeing C-40 Clipper - Base Mayport, Florida
  -  Squadron VR-59, codice RY - Equipaggiato con 3 Boeing C-40 Clipper - Base NAS JRB Forth Worth, Texas
  -  Squadron VR-61, codice RS - Equipaggiato con 3 Boeing C-40 Clipper - Base Whidbey Island, Washington
  -  Squadron VR-62, codice JW - Equipaggiato con Lockheed C-130T Hercules - Base Mayport, Florida
  -  Squadron VR-64, codice BD - Equipaggiato con Lockheed C-130T Hercules
- Tactical Support Wing (TACSUPWING), codice AF
  -  Squadron VFC-204 - Equipaggiato con F-5N Tiger II nel ruolo di Aggressors - Base New Orleans, Louisiana
  -  Squadron VAQ-209 - Equipaggiato con Boeing E/A-18G Growler - Base Whidbey Island, Washington
  -  Squadron VFC-111 - Equipaggiato con diversi tipi di aerei nel ruolo di Aggressors - Base Key West, Florida
  -  Squadron VFC-12 - Equipaggiato con diversi tipi di aerei nel ruolo di Aggressors - Base Oceana, Virginia

### Task Force 83(CTF-83), Military Sealift Command, Atlantic (MSC LANT) - Base Norfolk, Virginia
- Controlla tutte le unità ausiliarie di supporto logistico del Military Sealift Command.
  - 3 Navi munizioni classe Lewis and Clark
    -  USNS Robert E. Peary (T-AKE 5)
    -  USNS William McLean (T-AKE 12)
    -  USNS Medgar Evers (T-AKE 13)

  - 6 Petroliere e rifornimento flotta classe Henry J.Kaiser.
    -  USNS Joshua Humphreys (T-AO 188)
    -  USNS John Lenthall (T-AO 189)
    -  USNS Leroy Grumman (T-AO 195)
    -  USNS Kanawha (T-AO 196)
    -  USNS Patuxent (T-AO 201)
    -  USNS Laramie (T-AO 203)

  - 4 Vascelli veloci classe Spearhead
    -  USNS Spearhead (T-EPF 1)
    -  USNS Burlington (T-EPF 10)
    -  USNS Newport (T-EPF 12)
    -  USNS Apalachicola (T-EPF 13)

  -  USNS Supply (T-AOE 6)
  -  USNS Arctic (T-AOE 8)
  - USNS Comfort (T-AH 20)
  - MV Virginia Ann (T-AG 5002)
  - USNS Waters (T-AGS 45)
  -  USNS Pathfinder (T-AGS 60)
  -  USNS Maury (T-AGS 66)
  - MV Dolores Chouest
  - USNS Black Powder (T-AGSE 1)
  - USNS Westwind (T-AGSE 2)
  -  USNS Brittin (T-AKR 305)
  -  USNS Watson (T-AKR 310)

### Unità attualmente non operative
- USS San Jacinto (CG-56)
- USS Hue City (CG-66) - A disposizione del Naval Sea Systems Command.
- USS Anzio (CG-68)